# Carcharhinus melanopterus
Carcharhinus melanopterus е вид хрущялна риба от семейство Сиви акули (Carcharhinidae). Видът е почти застрашен от изчезване.

## Разпространение
Разпространен е в Австралия (Северна територия), Джибути, Еритрея, Индия, Кения, Китай, Мавриций, Мадагаскар, Малдиви, Маршалови острови, Мозамбик, Нова Каледония, Пакистан, Сейшели, Соломонови острови, Сомалия, Тайланд, Танзания, Филипини, Шри Ланка, Южна Африка и Япония.